# Giovanni Girolamo Lomellini
Giovanni Girolamo Lomellini (Genova, 1607 – Roma, 4 aprile 1659) è stato un cardinale italiano.
Era nipote per parte di madre del cardinale Antonio Maria Sauli.

## Biografia
Studiò a Roma ed all'Università di Perugia conseguendo il dottorato in utroque iure.
Dal 1644 al 1647 fu governatore di Roma.
Papa Innocenzo X, nel concistoro del 19 febbraio 1652, lo nominò cardinale con il titolo di Cardinale presbitero di Sant'Onofrio. Dal 26 agosto di quell'anno e per sei anni a venire fu legato pontificio a Bologna.
Nel 1655 partecipò al conclave che elesse papa Alessandro VII.
Dopo la sua morte, avvenuta in Roma il 4 aprile 1659, la sua salma venne inumata nella Basilica dei Santi Ambrogio e Carlo al Corso in Roma.